# عنکبوت‌های کاغذی
عنکبوت‌های کاغذی (به انگلیسی: Paper Spiders) فیلمی محصول سال ۲۰۲۰ و به کارگردانی اینون شامپانیر است. در این فیلم بازیگرانی همچون لیلی تیلور، استفانیا لاوی اوون، پیتون لیست، ایان نلسون، دیوید راشی، مکس کاسلا و جنیفر کودی ایفای نقش کرده‌اند.